# Monopyle inaequalis
Monopyle inaequalis är en tvåhjärtbladig växtart som beskrevs av Conrad Vernon Morton. Monopyle inaequalis ingår i släktet Monopyle och familjen Gesneriaceae. Inga underarter finns listade i Catalogue of Life.